# 澳大利亚共产党

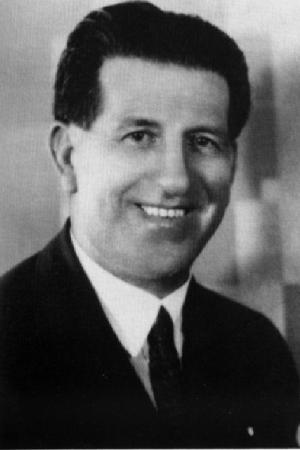
澳大利亚共产党创始人之一乔克·加登

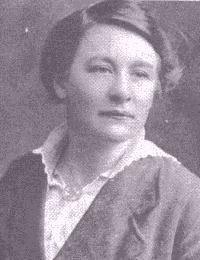
澳大利亚共产党创始人之一阿德拉·潘克赫斯特

澳大利亚共产党（英語：Communist Party of Australia），简称澳共（CPA），1944年—1951年称作澳大利亚的共产党（Australian Communist Party），是澳大利亚历史上的一个共产主义政党。1920年10月，澳大利亚左派和社会主义小组在悉尼召开会议；同年11月，建党，威廉·伊尔斯曼当选为总书记。1930年代，曾组织多次罢工。1935年，提出反战反法西斯口号。1944年，国家工党并入澳共。1951年，制订党纲《澳大利亚走向社会主义的道路》，主张和平实现社会主义。1964年，中蘇分裂之後，支持中國共産黨和毛泽东思想的黨員退党并另組澳大利亚共产党（马列）。1971年，苏联镇压布拉格之春运动，当时的澳共中央对镇压持批判态度，因此坚持支持苏共的亲苏派于1971年另组澳大利亞社会党。冷战后期，澳共在意识形态上趋向主张民主、反对苏联模式、和平演变资本主义的欧洲共产主义。该党出版党报《论坛报》和党刊《澳大利亚左翼评论》。1991年，澳大利亚共产党解散，其成员另组“新左翼党”。新左翼党原本打算成为一个能够吸引更多成员的广泛政党，但这一目标未能实现；1992年，新左翼党解散。1990年成立的SEARCH基金会继承澳共的档案和超过300万美元的资产。
原来的澳大利亞共產黨解散后，1971年成立的澳大利亚社会党于1996年更名为“澳大利亞共產黨”。